# Gambrinus liga 2007/08
De Gambrinus liga 2007/08 was het vijftiende seizoen van het Tsjechisch nationaal voetbalkampioenschap. Het ging van start op 5 augustus 2007 en eindigde op 17 mei 2008.

## Clubs
16 clubs speelden het seizoen 2007/08 in de Gambrinus liga. Uit Praag komen maar liefst vier clubs. De regio's Karlsbad, Hradec Králové, Pardubice en Vysočina leverden dit seizoen geen clubs op het hoogste niveau.
| Club                       | Stad               | Stadion                          | Afbeelding | Opening | Capaciteit |
| -------------------------- | ------------------ | -------------------------------- | ---------- | ------- | ---------- |
| FC Baník Ostrava           | Ostrava            | Bazaly                           |            | 1959    | 17.372     |
| Bohemians Praag 1905       | Vršovice, Praag    | Ďolíček                          |            | 1932    | 7500       |
| 1. FC Brno                 | Brno               | Městský fotbalový stadion Srbská |            | 1949    | 8065       |
| SK Dynamo České Budějovice | České Budějovice   | E-on stadion                     |            | 1940    | 7000       |
| FK Jablonec 97             | Jablonec nad Nisou | Chance Arena                     |            | 1955    | 6222       |
| SK Kladno                  | Kladno             | Stadion Františka Kloze          |            | 1914    | 4000       |
| FK Mladá Boleslav          | Mladá Boleslav     | Městský stadion Mladá Boleslav   |            | 2005    | 5000       |
| FK SIAD Most               | Most               | Letní stadion                    |            | 1961    | 7500       |
| SK Sigma Olomouc           | Olomouc            | Andrův stadion                   |            | 1940    | 12.072     |
| SK Slavia Praag1           | Břevnov, Praag     | Stadion Evžena Rošického         |            | 1926    | 19.336     |
| FC Slovan Liberec          | Liberec            | Stadion u Nisy                   |            | 1934    | 9900       |
| AC Sparta Praag            | Bubeneč, Praag     | AXA Arena                        |            | 1917    | 20.565     |
| FK Teplice                 | Teplice            | Stadion Na Stínadlech            |            | 1973    | 18.221     |
| FC Tescoma Zlín            | Zlín               | Stadion Letná                    |            | 1926    | 5633       |
| FC Viktoria Pilsen         | Pilsen             | Stadion města Plzně              |            | 1955    | 7475       |
| FK Viktoria Žižkov         | Žižkov, Praag      | Stadion FK Viktoria Žižkov       |            | 1965    | 4798       |

1 Omdat het eigen stadion, Stadion Eden, van SK Slavia Praag nog in aanbouw was, speelde de club haar thuiswedstrijden in het Stadion Evžena Rošického. Alleen de laatste wedstrijd van het seizoen tegen FK Jablonec 97 werd afgewerkt in Stadion Eden.

## Eindstand
|     | Club                       | WG | W  | G  | V  | DV | DT | P  |                                                |
| --- | -------------------------- | -- | -- | -- | -- | -- | -- | -- | ---------------------------------------------- |
| 1.  | SK Slavia Praag            | 30 | 17 | 9  | 4  | 45 | 24 | 60 | Derde voorronde UEFA Champions League 2008/09  |
| 2.  | AC Sparta Praag1           | 30 | 17 | 6  | 7  | 53 | 26 | 57 | Tweede voorronde UEFA Champions League 2008/09 |
| 3.  | FC Baník Ostrava           | 30 | 15 | 10 | 5  | 51 | 28 | 55 | Eerste ronde UEFA Cup 2008/09                  |
| 4.  | 1. FC Brno                 | 30 | 16 | 7  | 7  | 43 | 32 | 55 |                                                |
| 5.  | FK Teplice                 | 30 | 16 | 5  | 9  | 40 | 27 | 53 | Tweede ronde Intertoto Cup 2008                |
| 6.  | FC Slovan Liberec3         | 30 | 12 | 8  | 10 | 35 | 31 | 44 | Tweede voorronde UEFA Cup 2008/09              |
| 7.  | FK Mladá Boleslav          | 30 | 11 | 9  | 10 | 37 | 36 | 42 |                                                |
| 8.  | FC Tescoma Zlín            | 30 | 10 | 8  | 12 | 28 | 31 | 38 |                                                |
| 9.  | FC Viktoria Pilsen         | 30 | 10 | 8  | 12 | 32 | 37 | 38 |                                                |
| 10. | FK Viktoria Žižkov2        | 30 | 10 | 7  | 13 | 35 | 48 | 37 |                                                |
| 11. | SK Sigma Olomouc           | 30 | 8  | 12 | 10 | 20 | 26 | 36 |                                                |
| 12. | FK Jablonec 97             | 30 | 8  | 9  | 13 | 24 | 32 | 33 |                                                |
| 13. | SK Dynamo České Budějovice | 30 | 8  | 8  | 14 | 27 | 35 | 32 |                                                |
| 14. | SK Kladno                  | 30 | 6  | 9  | 15 | 31 | 45 | 27 |                                                |
| 15. | Bohemians Praag 19052      | 30 | 5  | 11 | 14 | 24 | 40 | 26 | Degradatie naar de Druhá liga                  |
| 16. | FK SIAD Most               | 30 | 4  | 8  | 18 | 31 | 58 | 20 | Degradatie naar de Druhá liga                  |

1 AC Sparta Praag was in dit seizoen de titelverdediger. 

2 FK Viktoria Žižkov en Bohemians Praag 1905 waren in dit seizoen nieuwkomers, zij speelden in het voorgaande seizoen niet op het hoogste niveau van het Tsjechische voetbal. 

3 FC Slovan Liberec was de winnaar van de Tsjechische beker van dit seizoen.

## Statistieken

### Topscorers
15 doelpunten

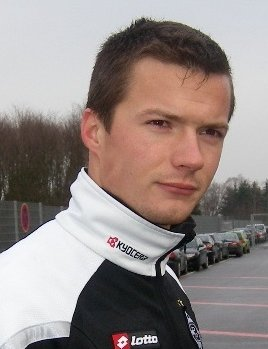
Václav Svěrkoš

- Václav Svěrkoš (FC Baník Ostrava)

12 doelpunten
- Miroslav Slepička (AC Sparta Praag)

11 doelpunten
- Jan Rajnoch (FK Mladá Boleslav)
- Goce Toleski (FK SIAD Most 8 / SK Slavia Praag 3)

9 doelpunten
- Lukáš Magera (FC Baník Ostrava)

8 doelpunten
- Libor Došek (AC Sparta Praag)
- Libor Žůrek (FC Tescoma Zlín)
- Robert Zeher (FC Baník Ostrava)

7 doelpunten
- Aleš Besta (1. FC Brno)
- Martin Fenin (FK Teplice)
- Adam Varadi (FC Viktoria Pilsen)
- Stanislav Vlček (SK Slavia Praag)

### Assists
8 assists
- Pavel Horváth (AC Sparta Praag)
- Rudolf Otepka (FC Baník Ostrava)
- Petr Papoušek (FC Slovan Liberec)
- Tomáš Polách (1. FC Brno)

7 assists
- Michal Doležal (FK Teplice)
- Petr Švancara (FK Viktoria Žižkov)
- Václav Svěrkoš (FC Baník Ostrava)
- Marek Střeštík (1. FC Brno)

6 assists
- Jaroslav Černý (SK Dynamo České Budějovice 4 / SK Slavia Praag 2)
- David Šmahaj (FC Tescoma Zlín)
- Lukáš Magera (FC Baník Ostrava)
- Bořek Dočkal (SK Kladno 4 / FC Slovan Liberec 2)

1993/94 · 1994/95 · 1995/96 · 1996/97 · 1997/98 · 1998/99 · 1999/00 · 2000/01 · 2001/02 · 2002/03 · 2003/04 · 2004/05 · 2005/06 · 2006/07 · 2007/08 · 2008/09 · 2009/10 · 2010/11 · 2011/12 · 2012/13 · 2013/14 · 2014/15 · 2015/16 · 2016/17 · 2017/18 · 2018/19 · 2019/20 · 2020/21 · 2021/22 · 2022/23 · 2023/24
Nationale competities:
Armenië · België · Bosnië en Herzegovina · Bulgarije · Cyprus · Denemarken · Duitsland · Engeland · Estland · Finland · Frankrijk · Griekenland · Hongarije · IJsland · Ierland · Israël · Italië · Kazakhstan · Kroatië · Letland · Luxemburg · Montenegro · Nederland · Noorwegen · Oekraïne · Oostenrijk · Polen · Portugal · Roemenië · Rusland · San Marino · Schotland · Servië · Slovenië · Slowakije · Spanje · Tsjechië · Turkije · Zweden · Zwitserland
Europese competities: Super Cup 2008 · Intertoto Cup 2007 · Champions League · UEFA Cup